# Ruota (bicicletta)

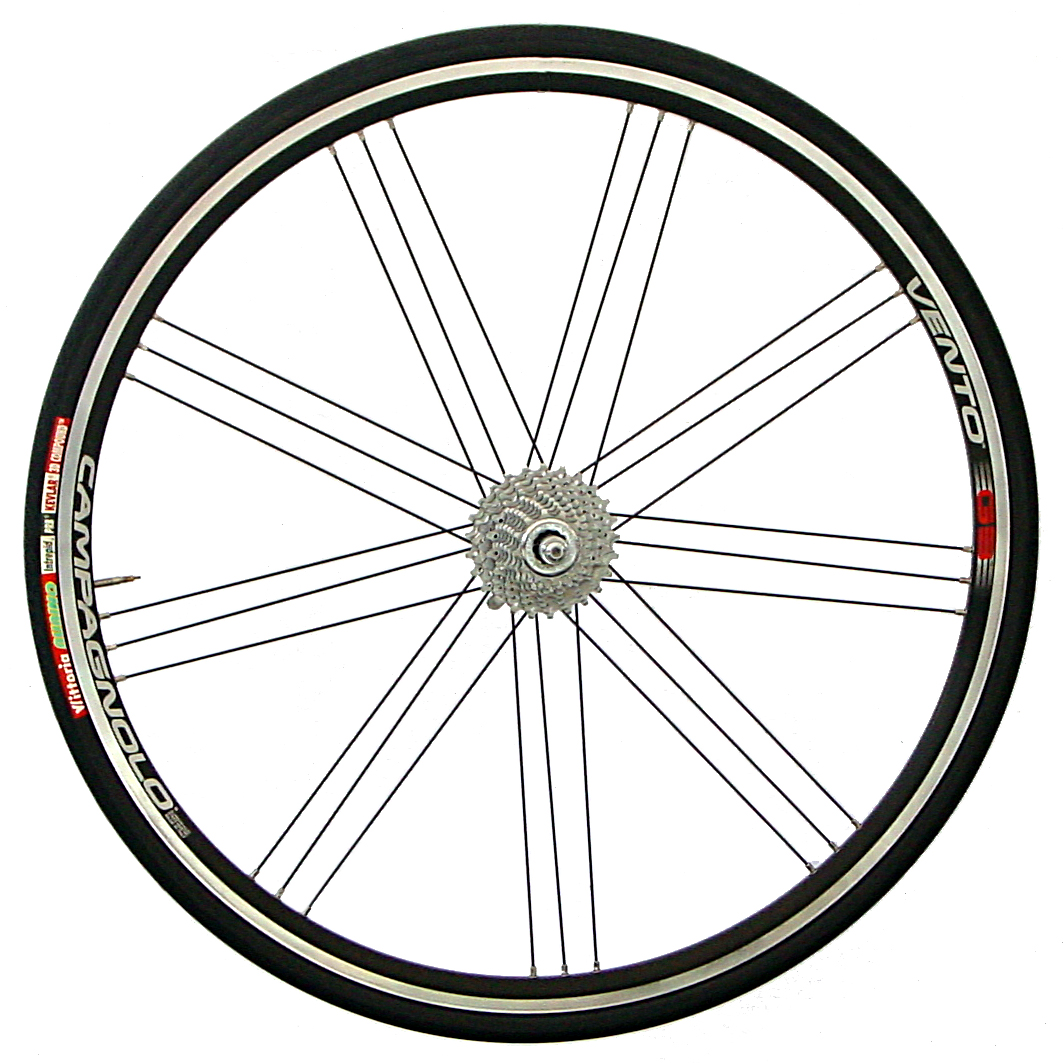
Una ruota posteriore Campagnolo

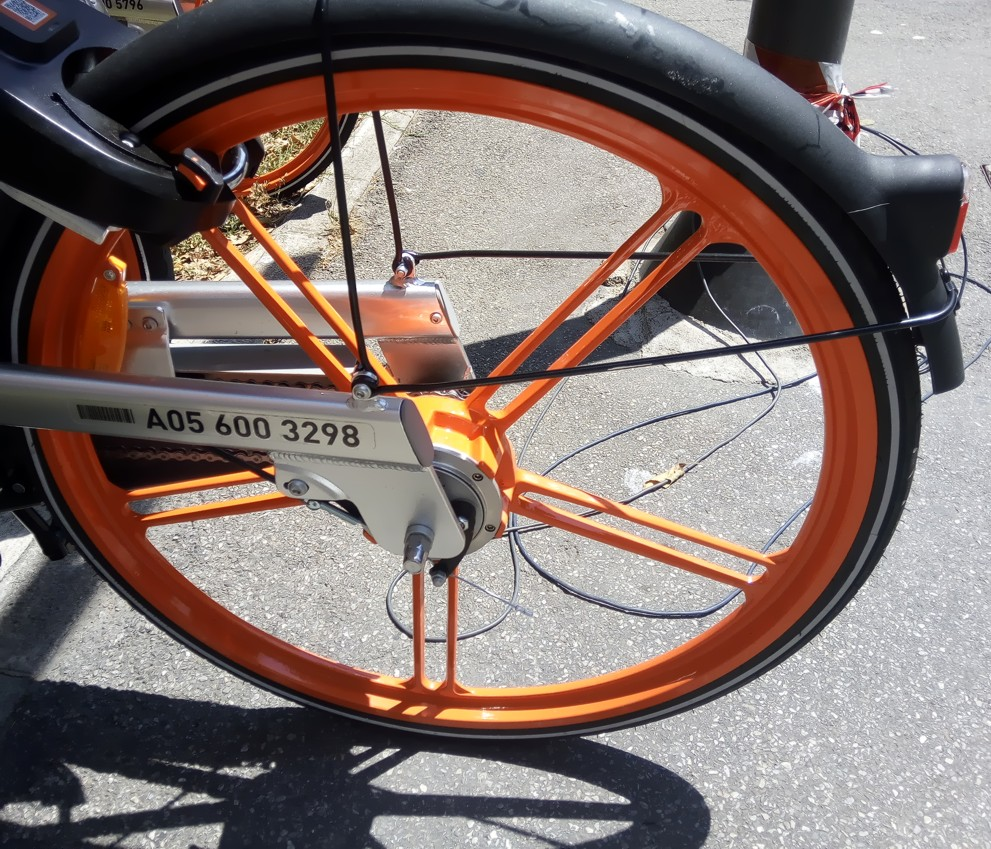
Bicicletta con cerchione pressofuso a razze e pneumatico pieno

La ruota di una bicicletta è una ruota a raggi, parte fondamentale di una bicicletta. Ogni bicicletta ha due ruote, salvo casi di veicoli a pedali derivati dalla bicicletta stessa. La ruota è formata da 3 parti fondamentali:
- il mozzo, parte centrale, attorno al cui asse la ruota stessa gira
- il cerchione , parte esterna su cui alloggia la copertura
- i raggi, tiranti metallici che collegano mozzo e cerchio, alcune ruote sono a razze

Altre parti che possono essere considerati parte della ruota sono:
- camera d'aria e pneumatico (o al loro posto, il tubolare) a volte sostituiti da uno pneumatico pieno
- il pignone (uno o più d'uno, in numero variabile fino a 12)
- lo sgancio rapido

Spesso si identifica la ruota con la misura del cerchio e quindi del copertone.